# Magic: The Gathering
Magic: The Gathering (zkráceně MTG) je sběratelská karetní hra. V roce 1993 ji vydala firma Wizards of the Coast v USA a rychle se rozšířila do většiny světa. V Česku se prodává od roku 1994. V současné době je přeložena do francouzštiny, italštiny, španělštiny, portugalštiny, němčiny, korejštiny, tradiční i zjednodušené čínštiny, japonštiny a ruštiny. V ČR se většinou prodává původní anglická verze.

## Princip hry
Magic: The Gathering je sběratelská karetní hra. Každý z hráčů hraje se svým vlastním balíčkem karet, který je u každého hráče jiný. Hráč si svůj balíček sestavuje z karet, které koupí nebo vymění s jinými hráči. Karet je velké množství a neustále se vydávají další. Jednotlivé karty mají mezi hráči různou cenu – karta je tím dražší, čím silnější je ve hře a čím menší počet těchto karet se vytiskl. Není však možné vyhrát jen díky nákupu těch nejdražších a nejlepších karet; jednotlivé karty v balíčku spolu musejí spolupracovat a navíc každý balíček je proti některým balíčkům silný a proti jiným zase slabý.
Každý hráč v Magic: The Gathering představuje čaroděje-sférochodce (planeswalker), který se snaží udolat nepřátelského čaroděje pomocí různých nestvůr a kouzel, které představují karty v jeho balíčku. Na začátku mají všichni hráči 20 životů a každý hráč se snaží snížit počet životů druhého hráče na nulu, docílit toho, aby mu došly karty v balíčku, nebo ho otrávit (aby nabyl 10 „poison counterů“).

## Historie hry
Hru vymyslel v roce 1993 americký student matematiky Richard Garfield a vydala ji firma Wizards of the Coast. Hra měla velký úspěch a rozšířila se do mnoha zemí. V roce 1996 byl zaveden systém profesionálních turnajů DCI, pomocí něhož si mohli změřit své síly hráči z celého světa. V roce 2002 byla vydána online verze Magic: The Gathering Online, umožňující hrát hru a vyměňovat si karty hráčům z celého světa po Internetu. Nesmíme zapomenout na programy Magic Workstation nebo Cockatrice, umožňující hraní po internetu zadarmo.

## Pravidla
Pravidla Magic: The Gathering jsou velmi rozsáhlá a jejich kompletní popis zdaleka přesahuje rozsah tohoto článku. Jsou tak komplexní, že se za pomoci této karetní hry dá postavit Turingův stroj. Navíc s každou nově vydanou edicí přicházejí karty s novými schopnostmi, které si vyžadují doplnění pravidel. Proto zde jsou uvedena jen ta základní.

### Princip
Magic hrají proti sobě obvykle dva hráči, může jich však být i více. Každý z nich se snaží snížit životy druhého hráče na 0, a to tak, že na něj útočí různými nestvůrami a sesílá na něj kouzla, za která platí magickou energií, tzv. manou.

### Barvy
Karty v Magic: The Gathering se dělí do pěti barev: bílá, modrá, černá, červená a zelená. Každá barva představuje jinou sféru magie, je zaměřená na trochu jiný styl hry a má své silné a slabé stránky. Za každé kouzlo je třeba zaplatit alespoň jednou manou jeho barvy (silnější karty obvykle vyžadují více many), kterou produkují karty nazývané základní země: pláně (Plains), ostrovy (Islands), bažiny (Swamps), hory (Mountains),  a lesy (Forests). Každá z těchto základních zemí může vyrobit jednu manu za kolo. Každá barva má také dvě protilehlé barvy, které jsou brány jako nepřátelské.
- Bílá: Barva řádu, světla, víry, naděje a léčení. Bílé bytosti jsou převážně různí vojáci, rytíři, paladinové, léčitelé, klerici a andělé. Bílá barva je zaměřena především na obranu, proto jsou bílá kouzla většinou zaměřena na ochranu vlastních bytostí nebo přidávání životů. Bílou manu vyrábějí pláně, nepřáteli bílé jsou černá a červená.
- Modrá: Barva vody, vzduchu, iluzí a mysli. Mezi modrými bytostmi najdeme různé vodní tvory, létající obludy nebo čaroděje. Modrá je barvou manipulace a modrá kouzla umějí rušit soupeřova kouzla, kontrolovat jeho karty nebo mu vracet vyložené karty na ruku. Naproti tomu mohou i pomoci s lízáním nových karet a přidáváním kol. Modrou manu vyrábějí ostrovy, nepřáteli modré jsou zelená a červená.

- Černá: Barva smrti, rozkladu, záhuby a záhrobí. Černé bytosti představují nemrtví, krysy, upíři, přízraky, démoni a podobně. Černá barva prezentuje v této hře přímé zabíjení nepřátelských potvor a navracení vlastních zabitých zpět do hry, proto černá kouzla nejčastěji zabíjejí soupeřovy bytosti, vyhazují mu karty z ruky nebo oživují vlastní zabité bytosti. Černou manu vyrábějí bažiny, nepřáteli černé jsou bílá a zelená.

- Červená: Barva ohně, násilí, války, zkázy a krve. Červené bytosti jsou například goblini, orkové, trpaslíci, obři, draci a z posledních edic ďáblové. Červené karty se zaměřují především na rychlost a agresi, tudíž bývají červená kouzla zaměřena na zraňování soupeře nebo jeho bytostí. Červenou manu vyrábějí hory, nepřáteli červené jsou bílá a modrá.

- Zelená: Barva přírody, života, růstu a bujení. Zelené bytosti jsou elfové, druidi, dryády a rozličná stvoření z hloubi hvozdu. Zelená barva zde symbolizuje čistou brutální sílu a energii, proto jsou zelená kouzla nejčastěji zaměřena na posilování nestvůr a na přidávání many. Zelenou manu vyrábějí lesy, nepřáteli zelené jsou černá a modrá.

Každé kouzlo vyžaduje zaplacení několika man ve své barvě, obvykle i několika dalších man libovolné barvy nebo bezbarvých. Existují i vícebarevná kouzla, za něž je třeba zaplatit manami více různých barev, naproti tomu artefakty jsou bezbarvé a platí se za ně manou libovolné barvy nebo bezbarvou. V některých edicích se vyskytují i kouzla, za která je třeba zaplatit manou jedné ze dvou stanovených barev (např. zelenou nebo bílou).

### Druhy karet
Karty se dále dělí na několik různých druhů podle jejich významu a použití ve hře.
- Permanent: Souhrnný název pro karty, které po seslání zůstávají ve hře (dokud je někdo nebo něco neodstraní).
  - Land (země): Země zpravidla vyrábějí manu. Existuje pět základních zemí (pláně, bažiny, hory, ostrovy a lesy), z nichž každá vyrábí jednu manu jedné barvy. Kromě nich však existuje i mnoho druhů nezákladních zemí, které umějí vyrábět manu více barev nebo mají nějakou další funkci. Například země City of Brass umí vyrobit manu kterékoli z pěti barev, ale pokaždé, když je použita, zraní svého majitele za 1 život. Každý hráč smí zdarma vyložit během svého kola jednu zemi. Karty, které nejsou země, se souhrnně nazývají kouzla.
  - Creature (bytosti, nestvůry, příšery…) tvoří hráčovu armádu, se kterou se brání a útočí na soupeře. Každá bytost má v pravém dolním rohu uvedenu svou sílu a odolnost. Síla je počet zranění, která bytost způsobí při útoku pokud není snížena na 0 a méně. Odolnost je počet zranění, která musí sama dostat od jiných bytostí nebo kouzel, aby zemřela, pokud je odolnost 0, creatura automaticky umírá. Sílu i odolnost lze zvyšovat i snižovat kouzly.
  - Enchantment (očarování) jsou kouzla, která se vykládají na stůl a na něm pak nějakým způsobem ovlivňují hru. Na každém očarování je uvedeno, na co lze toto očarování zahrát a co toto očarování po vynesení dělá. Některá očarování jsou lokální, což znamená, že jsou vynášena na jinou kartu na stole (např. očarování bytosti, země…), kterou pak nějakým způsobem posilují (například Giant Strength je očarování, které zvýší sílu i odolnost očarované bytosti o 2). Je-li však tato karta zničena, je zničeno i její očarování.
  - Artifact (artefakty) představují magické předměty, které fungují podobně jako očarování – vykládají se na stůl, kde ovlivňují hru podle toho, co je na nich uvedeno. Artefakty nestojí žádnou barevnou manu, vždy jen libovolnou. Jsou i výjimky. Zvláštním druhem artefaktů jsou artefaktové bytosti, což je kombinace artefaktu a bytosti (tedy bytost, za kterou se platí jen manou libovolné barvy). Jiným druhem artefaktů je vybavení, které představuje výbavu (zbraň, brnění apod.), kterou hráč může přidělit některé své bytosti ve hře a ta je pak silnější.
  - Planeswalker (sférochodec) je nový typ karty (je permanent, není to subtyp). Reprezentuje hráče a přichází do hry s několika loyalty countery (body/žetony loajality). Má jednu až čtyři schopnosti, které mu zvyšují nebo snižují počet loyalty counterů a mají nějaký efekt. Hráč může zahrát vždy jednu schopnost Sférochodce za kolo, pokud je počet loyalty counterů 0, Planeswalker umírá.

- Sorcery a instant (kouzlo a instant – žádný český název se neujal) jsou kouzla, která se nevykládají do hry, ale při zahrání vykonají nějaký efekt, který je na nich uveden, a pak jsou ihned odložena na hromádku použitých, eventuálně zničených karet, nazývanou hřbitov. Efektů je celá řada: Například Terror umí nenávratně zabít jednu bytost (nesmí být černá nebo artefaktová), Shock udělí vybrané bytosti nebo hráči 2 zranění, Stone Rain zničí zvolenou zemi a mnoho dalších. Sorcery smí hráč zahrát jen ve hlavní fázi svého kola, naopak instant se smí hrát téměř kdykoli, i během soupeřova kola.

- Plane (sféra) Typ, který se objevil v edici Planechase není permanent ani kouzlo, nýbrž speciální karty podstatně ovlivňující průběh hry. Hraje se s nimi styl hry zvaný Planar Magic a nedají se hrát bez speciální kostky. Tyto karty se nelížou z knihovny, ale ze speciálního sférového balíčku.

- Tribal Každá tribal karta má další karetní typ. Její hraní se řídí pravidly pro onen druhý typ. Set tribal subtypů je stejný, jako subtypů bytostí. Instanty, očarování i sorcery mohou mít tribal typ.
- Conspiracy (spiknutí, conspiracy) Tento typ karty se poprvé objevil v edici Conspiracy. Karty s tímto typem jsou umístěny v command zóně a ovlivňují hru. Nepočítají se do karetního limitu pro herní balíček.

Kromě těchto základních typů existují ještě různé podtypy (artifact equipment) a subtypy (artifact creature), kde podtypy určují další zařazení dané karty. Např. artifact equipment značí artefakt – podle toho se řídí veškerá další pravidla. Podtyp určuje, že tímto artefaktem se vybavuje bytost (artefakt se k ní přidává) a tím se mění její vlastnosti, např. zvyšuje její útok. Naproti tomu oba názvy u subtypu se rovnají významem, a jsou proto u nich použitelná pravidla pro obě skupiny (např. artifact creature lze zničit jak ničitelem artefaktů, tak i posílit očarováním, které se dá seslat pouze na bytosti).

### Vzhled karet
Nahoře vlevo na každé kartě je uveden její název, v pravém horním rohu pak její manová cena, tedy počet a barva man, které je za ni třeba zaplatit. Cena se většinou skládá z číslice, která uvádí počet požadovaných man libovolné barvy, a symbolů man určité barvy. Je-li například v ceně kouzla uvedena číslice 3 a dva symboly zelené many (stromečky), znamená to, že kouzlo stojí celkem 5 man, z toho dvě musí být zelené a zbylé tři mohou být jakékoli barvy nebo bezbarvé. Existují i textless karty, například základní země z edice Zendikar.
Pod názvem karty je zhruba do poloviny obrázek bytosti nebo kouzla a pod ním se nachází název typu karty (vlevo) a symbol edice, v níž karta vyšla (vpravo). Pod ním je textové okénko, které vysvětluje, co karta umí. Toto okénko může obsahovat i tzv. flavor text, který nemá žádný vliv na hru, ale přibližuje roli tohoto kouzla nebo země v příběhu, který je s kartami spojen (ten je uveden kurzívou). Dole na kartě je vlevo uvedeno jméno ilustrátora a číslo, které značí, kolikátá je toto karta z dané edice, a pokud se jedná o kartu bytosti, je vpravo dole uvedena její síla a odolnost (např. 3/2 znamená, že bytost má sílu 3 a odolnost 2).

### Zahájení hry
Před začátkem hry se hráči rozhodnou, kdo bude začínat. Na turnajích v každém turnajovém kole se v první hře vylosuje (např. hodem kostky) hráč, který rozhodne, kdo začne, a v každé další hře toto rozhodnutí učiní hráč, který prohrál minulou hru. Pak si hráči navzájem zamíchají své balíčky (tím se zaručí, že si hráč neseřadil karty ve svém balíčku tak, jak se mu to hodí) a každý z nich si do ruky vezme vrchních sedm karet svého balíčku. To bude jeho startovní ruka. Zbytek svého balíčku položí lícem dolů před sebe, většinou mírně doprava – tvoří jeho knihovnu, z níž si hráč v průběhu hry dobírá další karty do ruky. Každý hráč si také vyhradí místo pro svůj hřbitov (standardně po pravé straně knihovny), do kterého bude v průběhu hry lícem nahoru odkládat zabité nestvůry, použitá kouzla a odložené či vyhozené karty z ruky.
Po líznutí prvních sedmi karet se hráč může rozhodnout, zda si je nechá, nebo zda využije tzv. pravidlo mulligan – hráč vloží celou svou ruku do balíčku, znovu jej zamíchá a vezme si nové karty – ovšem teď o jednu méně (tedy šest). Pokud si ani ty nechce nechat, opět je zamíchá a vezme si zase o jednu méně (tedy pět). Teoreticky je toto možné opakovat až do počtu nula karet na ruce.

### Průběh kola
Hráči se v kolech střídají, přičemž kolo každého hráče se skládá z pěti fází a každá z nich z několika kroků:
- Počáteční fáze: Na začátku této fáze je tzv. odtapovací krok (untap step), kdy hráč „odtapne“ všechny své tapnuté karty na stole. Tapnout kartu znamená otočit ji o 90° – tím se označuje, že karta v tomto kole udělala něco, co může udělat jen jednou za kolo (např. bytost zaútočila, země vyrobila manu…). Odtapnutím se rozumí otočit kartu zpět do svislé polohy. V tomto kroku se tedy všechny tapnuté karty odtapnou a je možné je znovu v tomto kole použít. Následuje tzv. upkeep, v němž hráč platí různé přídavné ceny některých zvlášť silných bytostí a hraje efekty některých kouzel (pokud žádné takové kouzlo ani bytost nemá, může tento krok přeskočit). Pak si hráč dobere z knihovny jednu kartu do ruky (hráč začínající hru si ve svém prvním kole ve hře kartu nedobírá).

- První hlavní fáze: V této fázi může hráč vyložit zemi (jednu za kolo), sesílat kouzla, vyvolat bytost… Prostě co se mu zamane a pravidla to dovolují.

- Bojová fáze: Hráč může v této fázi zaútočit na soupeře svými bytostmi (pokud nechce v tomto kole útočit, tuto fázi přeskočí).

- Druhá hlavní fáze: Totožná s první hlavní fází, povoleny stejné akce.

- Ukončovací fáze: V této fázi napřed hráč odhodí karty z ruky na hřbitov, aby mu jich na ruce zbylo 7 (má-li méně karet než 7, neodhazuje nic). Pak vyprší různé efekty kouzel, na nichž je uvedeno, že platí do konce kola, a bytostem se vyléčí všechna zranění, která v tomto kole utrpěla. Poté hráč oznámí soupeři, že může začít jeho kolo. Oba hráči mohou ještě v tomto kole zahrát nějaké instanty nebo použít efekty svých karet (v rámci pravidel).

### Sesílání kouzel +stack (várka)
Chce-li hráč seslat kouzlo z ruky, vyloží kartu s tímto kouzlem před sebe a zaplatí jeho cenu tapnutím příslušných zemí (nebo jiných karet, které dávají manu). Toto kouzlo pak jde do tzv. várky neboli stacku a soupeř na ně může reagovat sesláním instantu nebo použitím nějakého efektu své karty ve hře. Pokud tak učiní, jde i jeho kouzlo nebo efekt do stacku a pak na ně může reagovat první hráč. Takto se zahraná kouzla a schopnosti „vrší“ v imaginárním „balíku“ až do chvíle, kdy žádný hráč nechce dále reagovat. Pak se kouzla ve stacku vyhodnocují – u sorcery (kouzel) a instantů se provedou jejich efekty, bytosti, očarování a artefakty se vyloží do hry. Vyhodnocování však probíhá z vrchu tohoto „balíčku“, tedy v opačném pořadí, než v jakém byla kouzla seslána – to naposledy seslané se tedy vyhodnotí jako první a může změnit, přesměrovat nebo zrušit kouzlo, které bylo sesláno dříve! To vede k mnoha zajímavým a nepředvídaným situacím, kdy seslání kouzla může dopadnout zcela jinak, než hráč předpokládal.
Všechna kouzla (s jednou výjimkou, která je popsána níže) hráč může hrát pouze ve své hlavní fázi a jen tehdy, je-li stack prázdný. Každý hráč však může během jednoho kola zahrát libovolný počet kouzel, pokud má dost many.
Instant kouzla, neboli slangově „instanty“ může každý hráč hrát téměř kdykoli, během svého i soupeřova kola, a tím využít pravidlo o stacku.
Pro lepší pochopení tohoto pro začátečníky složitějšího, avšak důležitého pravidla si uvedeme pár příkladů:
Mějme vyloženou kartu Grizzly Bears. Je to potvora, proto má své útočné i obranné číslo, což je v obou případech 2. Nás nyní bude zajímat pouze její obranné číslo. Dejme tomu, že protivník chce tuto naší kartu zničit, a použije proti ní kartu Shock (instant, zraňuje za 2 životy). Je vidno, že kdybychom s tím nic nedělali, náš medvěd by zemřel, což nechceme. Proto můžeme v reakci na soupeřův Shock zahrát Giant Growth (taktéž instant, přidává nestvůře +3/+3 do konce kola). Vidíme, že je to instant, proto ji můžeme zahrát a tato karta se dá na vrch stacku. Nyní vyhodnocení: jako první je ve stacku naše karta Giant Growth. Vyhodnotí se, a proto náš méďa dostane +3/+3, což z něho udělá o dost silnější potvoru 5/5. Dále je ve stacku soupeřův Shock, který udělí méďovi 2 zranění. Vidíme ovšem, že méďa má ale v obraně číslo 5, proto by musel udělit ještě 3 zranění, aby ho zabil. Což neudělil, takže nám naše karta Grizzly Bears přežila.
Co kdyby ale byla situace opačná: my bychom jako první chtěli našeho medvěda trochu posílit (například pro nastávající útok). Zahrajeme Giant Growth, ten se položí na stack, ale soupeř se rozhodne reagovat a zahraje svůj Shock. Nyní vyhodnocení: jako první leží na stacku Shock našeho soupeře. Shock udělí naší kartě Grizzly Bears 2 zranění, tudíž je tato karta zničena a položena na hřbitov. Dále je ve stacku náš Giant Growth, který ovšem cíluje potvoru, která už ve hře není. Proto je vyhodnocena jako neplatná a položená na hřbitov bez jakýchkoliv dalších účinků.

### Boj
Boj je nejčastějším způsobem, jak vyhrát hru. Chce-li hráč, který je ve své bojové fázi, svými bytostmi zaútočit na soupeře, oznámí mu to. Pokud soupeř nechce nic dělat, začíná samotný boj. Útočící hráč oznámí, které z jeho bytostí budou útočit, a tapne je. Nemohou útočit bytosti, které jsou již tapnuté, a bytost nesmí útočit ve stejném kole, v němž byla seslána (tzv. únava z vyvolání). Pak soupeř oznámí, kterými svými bytostmi útočící bytosti zablokuje. Každou útočící bytost může zablokovat jednou nebo více svými bytostmi, které nejsou tapnuté (nelze tedy blokovat bytostmi, které v předchozím kole bránícího se hráče útočily – bytosti, které blokují, se však už netapují). Pak mohou oba hráči hrát instanty na posilování svých bytostí, oslabování soupeřových bytostí atp.
Když už žádný hráč žádné kouzlo nechce nebo nemůže hrát, dojde k vyhodnocení útoku. Každá útočící a blokující bytost udělí tolik zranění, jaká je její síla. Bytosti, které nebyly zablokovány, udělí zranění soupeři (jeho počet životů se sníží o počet udělených zranění). Zablokované bytosti si udělí zranění navzájem současně s bytostmi, které je blokují. Pokud nějaká bytost dostane stejně nebo více zranění, jako je její odolnost, zemře a je odložena na hřbitov.

### Schopnosti karet ve hře
Na každé kartě vykládané do hry jsou uvedeny její schopnosti. Ty se dělí do několika skupin:
- První jsou schopnosti, které platí po celou dobu, kdy je karta ve hře (permanentní schopnost). Například bílé očarování jménem Crusade má schopnost, která zvyšuje sílu i odolnost všech bílých bytostí o 1.
- Další jsou schopnosti, které se spouštějí v určitém okamžiku hry, například na začátku upkeepu, na konci kola nebo při seslání kouzla (časová schopnost). Takovou schopnost má například artefakt Ankh of Mishra, jehož schopnost se spustí vždy v okamžiku, kdy některý hráč vyloží do hry zemi, a tento artefakt pak tohoto hráče zraní o 2 životy.
- Třetím druhem schopností jsou schopnosti, za jejichž použití musí hráč zaplatit, podobně jako platí za sesílání kouzla (aktivační schopnost). Může se za ně platit například manou, tapnutím karty, která tuto schopnost nese, obětováním některé své bytosti nebo jiné karty, odložením karty z ruky, zaplacením stanoveného počtu životů a podobně. Například Shivan Dragon má schopnost, která za zaplacení jedné červené many zvýší jeho sílu o 1 až do konce kola, nebo Prodigal Sorcerer má schopnost, která za jeho tapnutí (je-li už tapnut, nesmí se schopnost použít) způsobí vybrané bytosti nebo hráči 1 zranění. Aktivační schopnosti může hráč používat vždy, kdy může hrát instanty (tedy i během soupeřova kola, během útoku, když není prázdný stack a podobně).

Některé schopnosti (zejména nestvůr) jsou pojmenované klíčovým slovem a jsou vysvětleny v pravidlech. Klíčová slova se používají, protože některé (zvláště silnější) potvory jich mají velké množství, a prostě by se do karty už vysvětlení nevešlo. Klíčových slov je mnoho, některé jsou v Magicu trvale, jiné se objevují jen v jedné vydané edici či bloku. Mezi ty nejčastější patří:
- Banding
- Flying (létání) – útočí-li létající bytost, může ji zablokovat jen jiná létající bytost (sama létající bytost však může zablokovat i bytosti, které nelétají) nebo bytost se schopností Reach (viz dále).
- Trample (dupání) – pokud bytost s trample útočí a zablokuje ji bytost, která má nižší odolnost, než jaká je síla bytosti s trample, pak bytost s trample udělí blokující bytosti jen tolik zranění, jaká je její odolnost, a ostatní zranění může udělit soupeři. Například útočí-li bytost s trample, která má sílu 3, a je zablokována bytostí s odolností 1, pak jí udělí jen 1 zranění a zbylá 2 zranění udělí soupeři nebo bytosti, která blokovala bytost s trample také.
- Indestructible (nezničitelný) – Nepůsobí na něj efekty znič a když jeho odolnost klesne na nulu, nezemře (neplatí na schopnosti Wither a Infect).
- Protection from … (ochrana před…) – ochrana může být před určitou barvou nebo druhem karet. Taková bytost nemůže být zacílena kouzly oné barvy nebo druhu, taková kouzla a permanenty jí nezpůsobí žádná zranění, nemohou ji zablokovat bytosti uvedené barvy nebo druhu a nemůže být očarována enchantmenty dané barvy nebo druhu.
- First strike (první úder) – bojuje-li bytost s prvním úderem s bytostí, která první úder nemá, pak napřed uděluje zranění bytost s prvním úderem. Teprve pokud druhá bytost přežije, uděluje zranění ona. Například když se bytost o síle 3, odolnosti 2 a s prvním úderem utká s bytostí o síle 5 a odolnosti 3, pak tuto bytost zabije, aniž by jí ta druhá bytost stihla udělit zranění (kdyby první bytost neměla první úder, zabily by se obě navzájem, protože by si udělily zranění současně).
- Double strike (dvojitý úder) – tato bytost má vlastně první úder, k tomu ale ještě navíc udělí zranění jako normálně.
- Vigilance (ostražitost) – pokud bytost s ostražitostí útočí, netapuje se (takže v následujícím kole může blokovat soupeřovy útočící bytosti).
- Haste (zrychlení) – taková bytost může útočit nebo být tapnuta hned v kole, v němž byla vyložena (ruší únavové pravidlo).
- Flash (blesk) – tato karta může být zahrána jako instant (prakticky kdykoliv). Je vidno, že Sorcery s Flashem = instant, proto se tato schopnost uplatní jen u bytostí nebo očarování (Enchantment).
- Regenerate (regenerace) – u regenerace je vždy uvedena její cena. Pokud je permanent s regenerací zničen (destroyed), jeho majitel může zaplatit uvedenou cenu a permanent namísto zničení zůstává ve hře, pouze se tapne (nebyl-li tapnutý již předtím). Je-li daným permanentem bytost nacházející se zrovna v boji, úspěšná regenerace tuto bytost z boje odstraní.
- Fear (strach) – takovou bytost smějí zablokovat jen černé a artefaktové bytosti.
- Defender (obránce) – tato bytost nesmí útočit, může jen blokovat. Tato schopnost se často vyskytuje u bytostí s typem Wall.
- Changeling – Tato karta je každý typ příšery.
- Storm (bouřka) – Toto kouzlo se zkopíruje za každé jiné kouzlo zahrané v tomto kole (před zahráním tohoto kouzla).
- Reach (starší název Web) – Tato příšera může blokovat příšery se schopností Flying.
- Hexproof  – Příšera nemůže být cílena nepřátelským kouzlem nebo schopností (abilitou).
- Shroud – Příšera nemůže být cílená kouzlem nebo schopností (abilitou).
- Kicker – Schopnost Kicker (Nakopnutí) se poprvé objevila v edici Invasion. Dá se použít v případě jakéhokoli kouzla a jeho efekt spočívá v tom, že pokud připlatíte určitou cenu, která je u karty, kterou sesíláte, uvedená (ne všechny karty obsahují Kicker), aktivujete tím určitou speciální schopnost karty.
- Multikicker – Schopnost poprvé použitá v edici Worldwake, je naprosto stejná jako Kicker, pouze se dá zaplatit, kolikrát chcete. Efekt tím aktivovaný u vaší potvory vám k ní za každý Multikicker obyčejně přidá +1/+1 counter.
- Landfall – Když země tvé kontroly přijde do hry, získáš určitý bonus, který je na kartě napsán např. bytost dostane +2/+2 do konce kola. Tato schopnost se poprvé objevila v edici Zendikar, karty, fungující na tomto principu však byly již dávno předtím.
- Annihilator X – Když bytost s touto schopností útočí, bránící hráč obětuje X permanentů. Poprvé se objevila v edici Rise of the Eldrazi, která vyšla v dubnu 2010.
- Landwalk – Bytost s tuto schopností nemůže být blokována, pokud blokující hráč má zemi určitého typu.
- Split second – když je toto kouzlo na stacku, hráči nemohou hrát kouzla (spells) a aktivovat schopnosti.
- Shadow – Bytost nemůže být blokována ničím jiným než Shadow kartou (jako Flying), ale může blokovat jen creatury se Shadow.
- Lifelink – Damage (poškození) které dá tato bytost, přidá útočícímu hráči stejně životů. Tato damage může být udělena jak hráči, tak do bránící creatury, přičemž výdrž creatury není pro lifelink omezující (př. 5/5 lifelink útočí, 1/1 brání – útočící hráč získá 5 životů, 1/1 umírá).
- Intimidate (zastrašení) – Bytost, která má tuto schopnost, může být blokována pouze artifact creaturama, nebo barvou, která sama je.
- Deathtouch (Smrtelný dotek) – Bytost, které je uděleno zranění, zemře. Např. pokud útočí 3/3 bytost s Deathtouchem a zablokuje jí 6/6 bytost, pak je 6/6 bytost zabita.
- Haunt (Strašení) – Při odchodu karty se schopností Haunt do hrobu si hráč vybere libovolnou bytost ve hře a tato bytost je „strašena“. Ve chvíli kdy tato karta odchází do hrobu, děje se opětovně efekt karty se schopností Haunt.
- Wither (Vysušení) – Bytost s Wither dává damage do bytostí v podobě -1/-1 counterů, např.: bytost 5/5 s Witherem proti bytosti 10/10 – bytost 5/5 s Witherem sice zemře, ale z bytosti 10/10 se stane 5/5, protože na sobě bude mít 5 -1/-1 counterů.
- Infect (Nakazit) – Bytosti s Infectem dávají do ostatních bytostí stejně jako bytosti s Witherem, ale do hráčů dávají damage v podobě Poison counterů. Jejich výhoda je v tom, že pokud máte 10 Poison counterů prohráli jste, stejně jako když ztratíte všechny životy.
- Echo (Ozvěna) – Karta s touto abilitou se po jejím vyloženi (zaplacení) platí až (ještě jednou) při další odtapovávací fázi hry. Většinou u ní bývá psáno, že pokud nezaplatíte její cenu v té odtapovávací fázi, musíte ji obětovat (odložit do hřbitova). Prostě se platí 2×, pokud má vydržet další kolo.
- Rampage (Zuření) – Karta s touto abilitou udává, pokud nepřítel blokuje kartu s Rampage více než jednou blokující kartou, přidává Rampage tolik k útoku a k životům, kolik je u toho napsáno. Např.: Chromium (drak) 7/7 s Rampage 2 je blokován dvěma 4/4, stává se z něj 9/9, obě 4/4 jsou zničeny a Chromium zůstal s 1 životem.
- Bushido X – Když bytost se schopností Bushido blokuje nebo je blokována, má +X/+X do konce kola. Tato schopnost se poprvé objevila v bloku Kamigawa, v edici Champions of Kamigawa.
- Soulbond (Připoutaný) – Příšera s touto schopností si při příchodu na bojiště může k sobě připoutat jinou příšeru a obě získají nějaký bonus (např. +4/+4), nebo nějakou schopnost. Tato schopnost se poprvé objevila v bloku Innistrad v edici Avacyn Restored.
- Miracle (Zázrak) – Pokud si hráč lízne tuto kartu a je to jeho první líznutá karta toto kolo, může ji hned zahrát za zvýhodněnou cenu.
- Living weapon (Oživlá zbraň) – Nachází se u karet typu Equipment (vybavení). Když přijde tato karta na bojiště, vytvoří se 0/0 černý Germ token a vybavení se na něj equipne.
- Gotcha – Když oponent vykoná jistou věc (jakou je upřesněno na kartě), můžete říct gotcha. Když tak učiníte, vrátí se vám ta karta ze hřbitova do ruky. Tato schopnost se objevila v edici Unhinged, která není legální na turnajích.
- Cycling – Po zaplacení určené ceny zahodíte danou kartu z ruky a líznete si novou.

- Heroic – když zahrajete kouzlo,mířící na bytost s heroicem, tato bytost něco udělá, většinou na sebe dá +1/+1 counter.
- Devoid – Tato karta nemá žádnou barvu.
- Ingest (přijmout jako potravu) – Když dá tato postava svůj útok do hráče, exilne tento hráč vrchní kartu své knihovny.
- Renown – Když tato bytost dá poškození přímo do hráče a není renowned (proslulá), dostane příslušný počet counterů (např. +1/+1) a stane se renowned (proslulou).
- Dash – Nová mechanika klanu Mardu představuje alternativní způsob, jak platit za karty bytostí. Pokud bytost zahrajete za její Dash cost, získá haste a na konci kola si ji z bojiště vrátíte zpátky do ruky. Pokud během vašeho tahu umře nebo bude vypovězena ze hry, na ruku se vám nevrátí.
- Bestow – Představuje alternativní způsob, jak danou kartu zahrát. Pokud zaplatíte mana cost, bude se jednat o bytost. Pokud kartu zahrajete přes Bestow cost, bude z ní Aura, kterou zacílíte nějakou bytost. Jakmile nebude karta s Bestow připojena k bytosti, stane se z ní bytost. Upozornění: Pokud karta hraná přes Bestow cost ztratí svůj cíl po zacílení (tzv. podstřelení), sestoupí na bojiště jako bytost. Neputuje do hřbitova jako jiné aury.

### Prohra
Hráč může prohrát čtyřmi způsoby:
- jeho počet životů klesne na nebo pod nulu,
- má si dobrat karty z knihovny do ruky, ale v knihovně už mu tolik karet nezbylo,
- některá karta mu oznámí, že prohrál, nebo jinému hráči, že vyhrál.
- Některé bytosti jsou tzv. jedovaté (infect) – to znamená, že pokud zraní hráče, udělí mu jeden nebo více žetonů otravy. Pokud jich hráč nasbíral deset, prohrál.

### Remíza
Hra končí remízou spíše výjimečně, a to:
- když oba hráči ztratí všechny své životy současně
- když by vyhodnocování várky trvalo nekonečně dlouho (dojde k zacyklení efektů nějakých karet např. tak, že jeden vyvolá druhý a druhý vyvolá první – situace podobná deadlocku)
- když nějaká karta oznámí, že hra skončila remízou
- když na turnaji hráči nedokončí hru do časového limitu a pěti nastavených kol

K remíze dochází jen výjimečně, třeba když nějaké kouzlo způsobí, že oba hráči přijdou o všechny své životy současně. Na turnajích se hra také považuje za remízovanou, když ji hráči nedokončí do časového limitu.

### Hra o sázku
Když Magic vyšel, byl původně zamýšlen jako hra o sázku, kdy každý hráč vsadil náhodně zvolenou kartu ze svého balíčku a vítěz hry získal obě karty (ante). Některé karty dokonce tento druh hry podporovaly svými schopnostmi, které umožňovaly sázku během hry změnit. Od této praktiky se však brzy upustilo, aby Magic nebyl považován za hazardní hru.

## Planeswalker
Slovo planeswalker (sférochodec) má v Magicu více významů:
- Každý hráč se pro potřeby hry označuje jako planeswalker.
- Postava z příběhu, která je schopná cestovat mezi sférami (planes). Mezi takové postavy patří například Nicol Bolas, Jace Beleren nebo Chandra Nalaar.
- Typ karty. Poprvé se objevil v edici Lorwyn- ta obsahovala pět takových karet, jednu pro každou barvu. Od té doby obsahuje skoro každá edice několik karet planeswalkerů.

## Sbírání karet

### Rarita
Každá karta v Magicu má svoji raritu neboli vzácnost: běžné (common), neobvyklé (uncommon), vzácné (rare) a nově mythic rare. Běžných karet je vydáno více než neobvyklých a těch je více než vzácných (do tohoto dělení se nepočítají základní země). Od edice Exodus (rok 1998) je rarita znázorňována barvou symbolu edice vpravo uprostřed karty. Běžné karty mají černý symbol, neobvyklé stříbrný a vzácné zlatý. Edicí Shards of Alara vznikl nový symbol rarity, červený mytický. Zatímco rarita common-rare je dána silou karet, rarita mythic rare je určena příběhem.

### Masterpieces
S edicí Battle for Zendikar navíc přišly karty, které se označují za Masterpieces (mistrovský kus). Tyto karty se dají najít náhodně v boosterech určité sady a mají jiný symbol a grafické provedení než ostatní karty v boosteru. Jsou vždy foilové. Jsou legální na Limited (booster draft, sealed deck) a na formátech, kde jsou legální jejich původní verze. Vzhledem k šanci na jejich nalezení mají velmi vysokou cenu. Vyšly s edicemi Battle for Zendikar, Kaladesh, Amonkhet, Guilds of Ravnica a Ravnica Allegiance.

### Obchod s kartami
Magic se prodává v různých baleních. Základním balením jsou booster packy obsahující 15 náhodných karet (1 vzácnou nebo mythickou, 3 neobvyklé, 10 běžných a 1 základní zem). Dají se koupit i tzv. Intro packy nebo Planeswalker decky, které obsahují již sestavené balíčky (ty jsou vždy stejné) a dva booster packy, s nimiž je možné ihned po zakoupení začít hrát.
Aby hráč získal karty, jaké se mu nejlépe hodí do balíčku, musí je vyměňovat nebo nakupovat od ostatních hráčů. Cena, za kterou si hráči navzájem karty prodávají, závisí na jejich kvalitách ve hře a na jejich raritě. Cena kvalitních běžných karet v České republice dosáhne až 20 Kč, cena nejlepších neobvyklých se vyšplhá cca na 200 Kč a cena nejlepších vzácných karet může dosáhnout až tisíce korun. Výjimkou jsou karty ze starších edicí nebo limitovaných sérií, které mají sběratelskou hodnotu a jejichž cena se může dostat ještě mnohem výše. V časopisech vycházejí orientační ceníky jednotlivých karet. Existují obchody (i na Internetu), v nichž je kromě balení možné zakoupit jednotlivé karty.
V boosterech je možné narazit na tzv. foilové karty, což jsou vzhledově speciální, blýskavé verze karet vydaných v dané edici (herní funkčností jsou tyto karty samozřejmě stejné jako jejich nefoilové protějšky). Cena foilových karet je obvykle o něco vyšší než nefoilových. Tyto foilové karty mohou být jakékoliv rarity a v boosteru vždy nahrazují kartu běžnou (toto neplatí u starších edic, tehdy foilová karta v boosteru nahrazovala kartu též rarity, jakou sama měla). Teoreticky je tedy možné otevřít v boosteru dvě vzácné karty (jednu standardní a jednu foilovou). Foilová karta není součástí každého boosteru. Pravděpodobnost otevření foilové karty je dána poměrem 1:X, kde X je počet karet, které si teoreticky musíte koupit, než otevřete jednu foilovou kartu. Například u edice Shadowmoor je tento poměr 1:56.
Vůbec nejdražší karta v MTG se jmenuje Black Lotus (cca 529 999 Kč, Alpha). Vyšla jen v prvních edicích (Alpha, Beta a Unlimited), pak se ukázala jako příliš silná a v dalších edicích se už neobjevila.

### Foilové karty
Od roku 1999 vycházejí tzv. foilové karty mající lesklý povrch. Objevují se náhodně mezi kartami v běžném balení. Jinak vypadají stejně jako jiné karty a ve hře se s nimi hraje stejně jako s nefoilovými (pozn. dlouhodobého hráče: pokud máte na stole dvě stejné karty a jedna z nich je foilová, soupeř se při rozhodování kterou z nich vám zničí, rozhodne spíše pro tu foilovou). Každá karta existuje ve foilové i nefoilové verzi, přičemž ta foilová má mezi sběrateli zhruba 2–3krát vyšší cenu.

### Nově vydávané edice
Každý rok vyjde jeden blok. Ten je obvykle tvořen jednou velkou edicí, která obsahuje 249 karet se základními zeměmi. Tuto velkou edici „rozšiřují“ dvě menší edice o 145 kartách. Každý blok je na něco zaměřený a má specifické schopnosti. Celý blok je spojen jedním příběhem vydávaným knižně a karty v něm představují místa, postavy a události tohoto příběhu.
Každý rok v létě vychází nová tzv. základní edice, která nese jméno Magic The Gathering (rok co následuje po roku, kdy vyjde) CORE SET. Na rozdíl od starších základních edic mají ty současné (od roku 2009) asi polovinu nových karet. Základní edice je vhodnější pro začátečníky, protože karty v ní obsažené nemají tak složité schopnosti, jako karty v rozšiřujících edicích. Vydávání základních edic bylo ukončeno v roce 2015 edicí Magic Origins a v roce 2018 znovu odstartováno.
- Počty karet v edicích mohou být různé- například Shadowmoor, stejně jako Lorwyn, má 301 karet.
- Blok nemusí být tvořen jen třemi edicemi (např. Lorwyn blok má 4 edice, nebo Ixalan blok má 2 edice) a také edice v něm nemusí být rozděleny na jednu velkou a dvě malé (např. Zendikar blok má 2 velké a jednu malou)

## Stavba balíčku
Má-li hráč vyhrávat, musí si svůj balíček postavit tak, aby v něm jednotlivé karty dobře spolupracovaly. Chce-li s balíčkem hrát na turnaji, je při výběru karet omezen druhem turnaje, kterého se chce zúčastnit. Možností, jak postavit balíček, je mnoho a s každou nově vydanou edicí přibudou další. Každý balíček je proti některým balíčkům silný a proti jiným zase slabý. Obecně se balíčky dělí na tři druhy:
- Agresivní – útočná strategie, kdy se hráč snaží rychle vynést množství nestvůr a porazit s nimi soupeře dříve, než ten vyloží silnější kouzla. Takovéto balíčky často využívají karet, které nepříteli neumožňují plně se rozvinout (například odstraňováním nepřátelských nestvůr, ničením protihráčových zemí apod.)
- Kontrolní – obranná strategie, kdy si hráč napřed neprůstřelně zajistí pozici na stole, odstraňuje jakékoliv hrozby, které na něj protihráč sešle, postupně získává převahu, až nakonec začne vykládat manově drahé a nesmírně silné karty, které nepříteli nedávají mnoho šancí na vítězství.
  - Speciálním typem kontrolního balíčku je takzvaný „Mill“ – jeho strategie spočívá v postupném odemílání karet z protivníkova balíčku. Jakmile už mu nezbude žádná karta v balíčku, prohrál.
- Kombo – protože v Magicu je vydáváno velké množství karet s nejrůznějšími schopnostmi, stává se, že se objeví kombinace karet, které samy třeba nic moc neumí, ale jejichž vhodné zkombinování znamená pro soupeře rychlou smrt. Kombo balíček tedy obsahuje tyto karty, zbytek balíčku jsou karty, které umožní jejich rychlé vyhledání v knihovně a seslání.

Existují i jiné typy balíčků, ale tyto jsou základní.
Hráč si musí do balíčku zařadit vhodný počet zemí vyrábějících manu, aby se mu nestávalo, že bude mít na ruce mnoho kouzel, ale nebude mít manu na jejich seslání (mana screw), nebo naopak mnoho many a málo kouzel (mana flood). Má-li v balíčku kouzla více než jedné barvy (většinou se hrají 2–3 barvy), měl by zařadit i země vyrábějící manu více než jedné barvy, aby se mu nestalo, že bude mít na ruce kouzla jiné barvy než země na stole (color screw).
Do opravdu dobrých balíčků, které jsou schopny se solidně umístit na turnajích, se dostane jen asi 10% všech vydaných karet a souhrnná cena karet v takovém balíčku se vyšplhá na několik tisíc Kč. Seznamy nejlepších balíčků jsou zveřejňovány v časopisech i na Internetu.

## Organizované hraní

### Turnaje
Turnaje v M:tG se dělí na několik druhů (tzv. formátů) podle karet, z nichž si hráč na tomto turnaji smí postavit balíček. Základní dělení je na turnaje konstruované a limitované.
- Na konstruovaný turnaj si každý hráč přinese balíček postavený ze svých karet, s nímž odehraje celý turnaj. Balíček musí obsahovat nejméně 60 karet a žádná karta kromě základních zemí se v něm nesmí vyskytovat více než 4krát (pokud není na kartě uvedeno jinak- např. karta Relentless Rats). K balíčku hráč může mít navíc 15 karet, tzv. sideboard, a v každém turnajovém kole může před každou hrou kromě první vyměňovat karty mezi balíčkem a sideboardem (v poměru 1:1) tak, aby jeho balíček byl lépe vybaven proti konkrétnímu soupeři. Například hráč má v sideboardu karty, které jsou zaměřené proti červeným kartám, ale proti jiným jsou bezcenné; zjistí-li v první hře, že jeho soupeř má v balíčku červené karty, zařadí si před další hrou karty proti červené ze sideboardu do základního balíčku. Konstruované turnaje se dělí na několik druhů podle toho, z jakých karet je povoleno si balíček postavit:
  - standard – smějí se hrát jen karty z posledních dvou vydaných bloků a základní nové edice + edice mezi bloky
  - vintage, legacy – povoleny jsou všechny vydané edice, ale na typu vintage je seznam mnoha karet, které balík smí obsahovat pouze jednou, a na typu legacy jsou tyto karty zakázány (jedná se o příliš silné karty z počátečních edicí, které jsou dnes prakticky nesehnatelné).
  - block constructed – povoleny jsou jen karty z určitého bloku (zpravidla toho posledního vydaného)
  - modern – povoleny jsou všechny karty od 8. edice po poslední současnou

- Naopak na limitovaných turnajích si hráči postaví balíček pouze z karet, které na začátku turnaje dostanou (na těchto turnajích má balíček nejméně 40 karet). Existují tyto druhy limitovaných turnajů:
  - sealed deck – hráči si koupí stanovený počet karet (zpravidla 6 booster packů, dříve to bylo jeden starter pack a dva nebo tři booster packy) a z nich si pak postaví balíček, zbytek karet může používat jako sideboard
  - booster draft – každý hráč si koupí tři booster packy, hráči (zpravidla 8) sedí kolem stolu a na znamení rozhodčího každý otevře jeden svůj booster, vybere si z něj jednu kartu a zbytek pošle sousedovi. Zároveň převezme booster bez jedné karty od druhého souseda, z něj si také vybere kartu a zbytek pošle dál. Tak se postupuje až do rozebrání všech karet v jednom boosteru. Pak se stejným způsobem rozebere druhý booster (ten se posílá opačným směrem) a pak třetí (ten se posílá stejným směrem jako první). Každý hráč si pak postaví balíček z karet, které takto získal (karty, které do něj nezařadí, může používat jako sideboard), a základních zemí dodaných pořadatelem.
  - rochester draft – první hráč na dané znamení rozloží karty ze svého boosteru lícem nahoru na stole, vybere si z nich jednu, další hráč si vybere další kartu a tak se postupuje dál dokola. Po rozebrání jednoho boosteru rozloží svůj booster na stůl druhý hráč a všichni si ho opět stejným způsobem rozeberou.

Turnaj probíhá švýcarským systémem, při němž v prvním kole spolu hrají náhodně vylosované dvojice hráčů a v každém dalším pak dvojice hráčů, kteří jsou v průběžném pořadí co nejblíže u sebe, ale spolu ještě nehráli. Každá dvojice hraje na dvě vítězné hry. Za vítězství jsou 3 body, za remízu 1 bod. Na kolo je zpravidla 40–50 minut. Pokud někteří hráči nestihnou dohrát hru v časovém limitu, odehrají ještě 5 kol hry a pak skončí remízou. Počet kol (3 až 7) závisí na počtu účastníků a důležitosti turnaje. Po odehrání základní části postoupí 8 nejlepších (může jich být i 16 nebo 4, podle počtu účastníků) do finálové části, kde se hraje vyřazovacím systémem na dvě vítězné hry bez časového omezení.

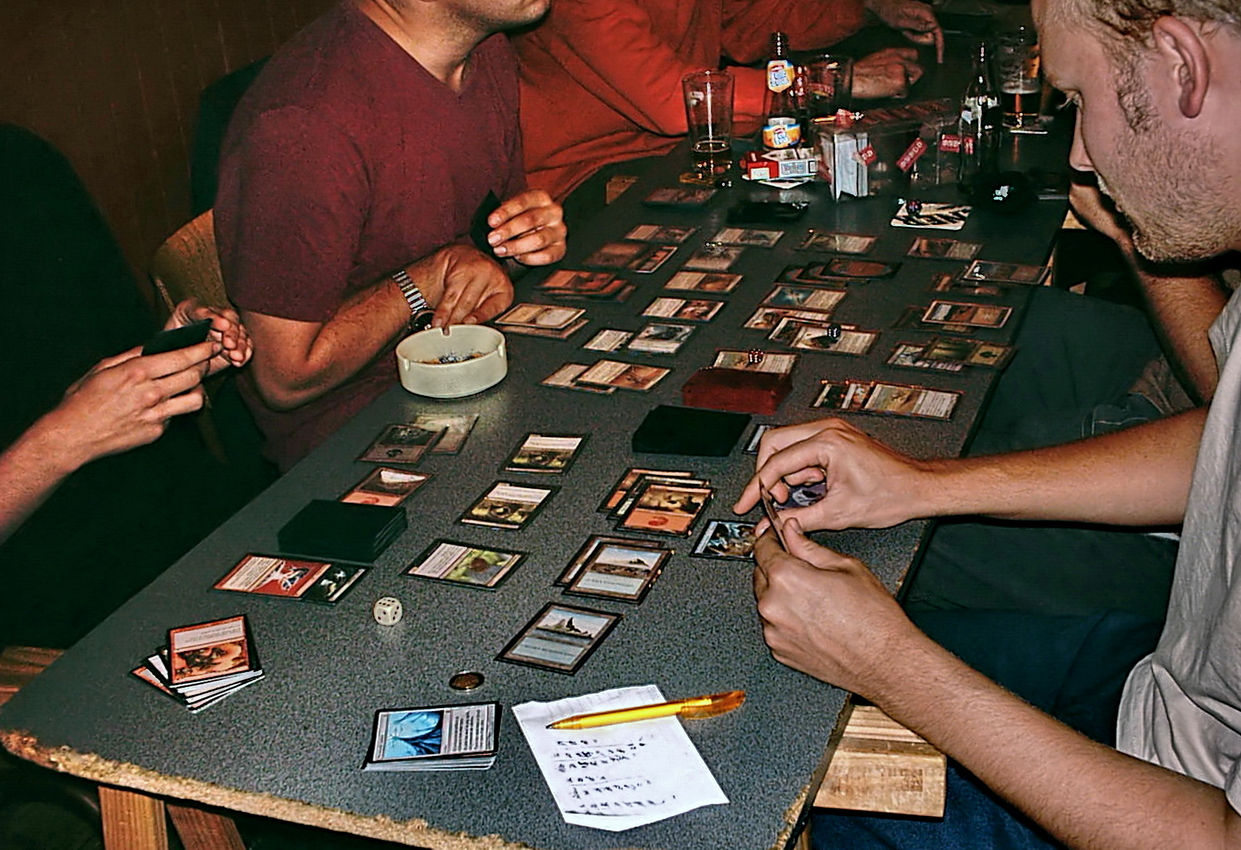
Klasický turnaj pro začátečníky.

### DCI
Celosvětový systém pro hodnocení hráčů se nazývá DCI (Duelists' Convocation International). Tento systém poskytuje pravidla hry, pravidla pro organizaci turnajů, certifikaci rozhodčích a jiné materiály. Hráči, kteří hrají na turnajích sankcionovaných DCI, jsou do něj zaregistrováni a jejich výsledky se ukládají do databáze, kterou si mohou na Internetu kdykoli prohlédnout. Hráč může být z DCI vyloučen, pokud se na turnajích chová nesportovně nebo podvádí.

### Velké turnaje
Každé dva týdny se někde na světě pořádá turnaj typu Grand Prix, kterého se může zúčastnit kdokoli; před ním se však hrají menší kvalifikační turnaje, jejichž vítěz získá na GP automatickou výhru v prvních třech kolech. Turnaj GP probíhá ve dvou dnech, v prvním se hraje stanovený formát, ve druhém booster draft. Umístění na prvních místech turnaje GP je finančně odměňováno.
Každý rok se ve většině zemí pořádají regionální i celonárodní mistrovství. Na národní mistrovství je obvykle třeba se kvalifikovat, tj. skončit na předním místě kvalifikačního turnaje nebo na předním místě DCI žebříčku hráčů příslušného státu. Vítězové národního mistrovství pak postoupí na mistrovství světa, které trvá pět dní a hraje se na něm několik typů turnajů. V roce 1997 vyhrál mistrovství světa v Seattlu Jakub Šlemr z České republiky.
Turnajem s největšími výhrami je Pro Tour, který se pořádá několikrát ročně (v roce 2006 byl pořádán v Praze) a na který je nutno se kvalifikovat buď předním umístěním na některém kvalifikačním turnaji, nebo ziskem dostatečného počtu DCI bodů, nebo ziskem dostatečného počtu Pro Points – body za umístění na Pro Tourech a Grand Prixech.

## FNM
FNM, čili Friday Night Magic, je název malého turnaje. FNM se koná, jak název napovídá, v pátek v každém větším městě. Pokud chcete hrát takové turnaje musíte mít DCI číslo. Hraje se o DCI karty, čili bonusové, foilové karty a o boostery.

## Tematická literatura
Hrou Magic: The Gathering se nechala inspirovat řada autorů, kteří se více či méně úspěšně pokusili o převedení hry do podoby příběhu. Mezi nejzdařilejší díla patří fantasy román Williama R. Forstchena nazvaný Magic the Gathering: Aréna.

## Filmy
O MTG byl natočen český nezávislý film TAP: Maxova hra. Film je k dispozici s titulky v osmi jazycích a byl promítám na třiceti místech světa. Momentálně probíhá natáčení 2. dílu TAP2: Hra o čest.

## Magic: The Gathering Arena
Magic: The Gathering Arena je free-to-play počítačová hra, vytvořená společností Wizards of the Coast. Arena umožňuje hrát standard (karty z papírové verze hry), ale i speciální režimy, i s kartami které mají jenom digitální verzi. Nebo i s kartami, které už jsou mimo rotace karet používané na šampionátech. 
Otevřená beta verze byla spuštěna 27. září 2018. Dnes už je hra dostupná na PC, Mac i smartphone.